# Продај нас
Продај нас је деби албум српског метал бенда Grate. Првих седам песама су на енглеском језику, а остале су на српском, осим последње песме која је инструментал.

## Песме
1. „“ – 4:01 (текст: Милан Петровић)
2. „“ – 4:04 (текст: Драган Алимпијевић - Пик)
3. „“ – 3:00 (текст: Дамир Марковић и Драган Алимпијевић - Пик)
4. „“ – 4:28 (текст: Дамир Марковић и Драган Алимпијевић - Пик)
5. „“ – 4:35 (текст: Дамир Марковић)
6. „“ – 4:12 (текст: Драган Алимпијевић - Пик)
7. „“ – 4:14 (текст: Дамир Марковић)
8. „“ – 3:36 (текст: Ивана Јањић)
9. „“ – 3:02 (текст: Милан Петровић)
10. „Продај нас“ – 3:24 (текст: Дамир Марковић, Ивана Јањић и Драган Алимпијевић - Пик)
11. „Неутемељена равнодушност“ – 2:49 (текст: Ивана Јањић)
12. „“ – 4:36 (Инструментал)

## Музичари

### Чланови бенда
- Милан Петровић – вокал
- Драган Алимпијевић – гитара
- Роберт Молдваји – бубањ
- Андраш Ишпан – бас